# مارتا خودوروفسکا
مارتا خودوروفسکا (لهستانی: Marta Chodorowska؛ زادهٔ ۱ نوامبر ۱۹۸۱) بازیگر اهل لهستان است.
از فیلم‌ها یا مجموعه‌های تلویزیونی که وی در آن‌ها نقش داشته‌است، می‌توان به ما همه مسیح هستیم، تاج پادشاهان، قانون حقیقی، پدر متیو، رنگ‌های خوشبختی، دهن‌به‌دهن، عشق اول، ع چون عشق، ماگدا ام.، در خیابان سپولنی، هتل ۵۲ و در خوشی و سختی اشاره نمود.